# 815.
◄ | 8. stoljeće | 9. stoljeće | 10. stoljeće | ►
◄ | 780-ih | 790-ih | 800-ih | 810-ih | 820-ih | 830-ih | 840-ih | ►
◄◄ | ◄ | 812. | 813. | 814. | 815. | 816. | 817. | 818. | ► | ►►
Astronomija • Književnost • Kršćanstvo • Pravo • Promet

## Događaji
- Hrafna-Flóki Vilgerðarson isplovljava s Farskih otoka i otkriva Island (približni datum).

## Rođenja
- Bonifacije VI., papa (približni datum)
- Teodora, bizantska carica (približni datum)
- Ivan Skot Eriugena, irski srednjovjekovni teolog, filozof novoplatoničar i pjesnik (približni datum)
- Abu Hanifa Dinavari, kurdski znanstvenik

## Smrti
- Geber, perzijski liječnik, sufijski filozof i alkemičar(približni datum)

## Vanjske poveznice
|  | Zajednički poslužitelj ima još gradiva o temi 815. |